# Jakob Ingebrigtsen
Jakob Ingebrigtsen (Sandnes, 2000. szeptember 19. –) olimpiai, világ és Európa-bajnok norvég atléta, közép- és hosszútávfutó.
2022 februárjában 1500 méteren fedett pályás világcsúcsot futott.

## Pályafutása
Jakob Ingebrigtsen hat testvére közül kettő is versenyszerűen fut, Henrik Ingebrigtsen és Filip Ingebrigtsen is nyert már Európa-bajnokságot 1500 méteres síkfutásban. Edzőjük mindannyiuknak édesapjuk, Gjert Ingebrigtsen. Jakob Ingebrigtsen csakúgy mint bátyjai, már gyerekkorában elkezdett futni, édesapjuk gyakran az iskolai tanórák előtt tartott nekik edzéseket. Tehetsége hamar megmutatkozott, 2011-ben egy 5 km-es versenyt nyert meg 17:19-es időeredménnyel. A következő években időeremdényei egyre javultak, 2014-ben már U14-es korosztályban norvég országos csúcsot döntött 1500 méteren 4:05,49-es idővel. Nem sokkal később, kvalifikálta magát az országos bajnokságba a felnőttek mezőnyében, ahol döntőbe jutott és végül 3:54,05-ös idővel a kilencedik helyen végzett 14 évesen.
2016-ban, 16 évesen kvalifikálta magát az U18-as Európa-bajnokságra és az U20-as világbajnokságra is, de az Atlétikai Szövetség egy szabálya miatt nem indulhatott mindkettőn. Végül az utóbbin vett részt és az 1500 méteres távon a kilencedik helyen ért célba. Egy héttel később a norvég felnőtt bajnokságon bronzérmes lett 1500 méteren, a 800 méteres távon pedig ötödik. Az év végén megnyerte az Olaszországban rendezett U20-as mezeifutó Európa-bajnokságot 16 évesen, ezt a címét a következő három év mindegyikén meg tudta védeni.
2017-ben a Belgiumban rendezett Guldensporenmeeting versenyen először indult 3000 méteres akadályfutásban, amit 8:26,81-es idővel megnyert egy 41 éve fennálló junior Európa-csúcsot megdöntve. Ezzel kvalifikálta magát a 2017-es atlétikai világbajnokságra. A világbajnokságon végül döntőbe nem jutott, összesítésben a 27. helyen végzett. A két héttel korábban rendezett U20-as Európa-bajnokságon ebben a számban győzni tudott, csakúgy mint 5000 méteres síkfutásban. Az 1500 méteres távon 300 méterrel a cél előtt elesett és nyolcadikként ért célba.
A 2018-as norvég fedett pályás országos bajnokságon az 1500 méteres távot egyéni csúccsal nyerte, a 3000 métert is megnyerte 7:56,74-es új junior Európa-csúccsal, amivel először került európai futó ebben a korosztályban 8 perc alá. Az U20-as Európa-bajnokságon az 1500-as távon ezüstérmes, 5000 méteren pedig bronzérmes lett. Az augusztusi felnőtt Európa-bajnokságon 3:38,10-es idővel győzött 1500 méteres síkfutásban, valamint az 5000 méteres távon is aranyérmes lett 13:17,06-os idővel 17 évesen.
A következő szezont a dél-afrikai magaslati edzőtábor után a norvég fedett pályás bajnoksággal kezdte, ahol 1500 méteres távon elért 3:36,21-es idejével új országos csúcsot futott. A 2019-es fedett pályás atlétikai Európa-bajnokságon 1500 méteren nem sikerült a címvédés 3:43,23-as ideje az ezüstéremhez volt elég, a 3000-es távon viszont győzni tudott. 2019 októberében Bécsben részt vett Eliud Kipchoge rekordkísérletében, amely során a kenyai futó először teljesítette 2 órán belül a maratoni távot. A rekordkísérletet 41 iramfutó támogatta, Ingebrigtsen volt közülük a legfiatalabb. Decemberben sorozatban negyedszer győzött az U20-as terepfutó Európa-bajnokságon. A cél előtt nem sokkal egy irányváltásnál meghúzódott a lába, emiatt a 2020-as év eleji fedett pályás szezont kihagyta. Csak májusban futott először a szezonban, egy norvég utcai 5 km-es versenyen állt rajthoz, amelyet 13:28-as idővel, új országos csúccsal nyert bátyja, Henrik előtt. Augusztusban a Monacoban rendezett Diamond League versenyen 3:28,68-as eredménnyel új Európa-csúcsot futott és ezüstérmet szerzett.
A 2021-es fedett pályás Európa-bajnokságon 1500 és 3000 méteres távon is győzni tudott. A 2021-re halasztott tokiói olimpián új olimpiai és Európa-csúccsal, 3:28,32-es idővel győzött 1500 méteres síkfutásban.
2022 februárjában a franciaországi Liévinben rendezett versenyen 1500 méteren 3:30,60-as idővel fedett pályás világcsúcsot futott. A márciusi fedett pályás világbajnokságon Belgrádban ezüstérmet nyert 1500 méteres távon, csakúgy mint a júliusi szabadtéri világbajnokságon az amerikai Eugene-ben.
2023 júniusában Párizsban megdöntötte a 2 mérföldes síkfutás rekordját. 7:54,10-es eredményével a kenyai Daniel Komen 1997-es csúcsát múlta felül. Az augusztusi budapesti világbajnokságon megvédte címét 5000 méteren, az 1500 méteres távon pedig újabb ezüstérmet szerzett, miután a brit Josh Kerr a táv hajráját jobban bírta.
A 2024-es Európa-bajnokságon megszerezte egymás után harmadik bajnoki címét 5000 méteren. A párizsi olimpia előtt a monacói Diamond League versenyen 1500 méteren új Európa-rekordot állított fel. 3:26,73-as ideje a világ valaha volt negyedik legjobb eredménye. Néhány héttel később az olimpián ezen a távon címvédőként csak a negyedik helyet szerezte meg. Indult még 5000 méteren is, ahol viszont nagyszerű hajrájának köszönhetően győzni tudott.
2025-ben fedett pályán ért el világcsúcsot egy mérföldes futásban, illetve ennek a távnak az első 1500 méteres résztávját is mérték, ami szintén világcsúcs lett. A fedett pályás Európa-bajnokságon magabiztosan védte meg 1500 és 3000 méteres távon is címét. Két héttel a kontinensviadal után a fedett pályás világbajnokságon is győzni tudott 3000 méteren. Pályafutása első fedett pályás világbajnoki címét szerezte meg ezzel.

## Egyéni legjobbjai
Szabadtér
| Táv            | Eredmény | Helyszín               | Időpont             |
| -------------- | -------- | ---------------------- | ------------------- |
| 800 m          | 1:46,44  | Oslo, Norvégia         | 2020. június 30.    |
| 1500 m         | 3:26,73  | Monaco                 | 2024. július 12.    |
| 1 mérföld      | 3:46,46  | Oslo, Norvégia         | 2022. június 16.    |
| 2000 m         | 4:50,01  | Oslo, Norvégia         | 2020. június 11.    |
| 3000 m         | 7:17,55  | Chorzów, Lengyelország | 2024. augusztus 25. |
| 5000 m         | 12:48,45 | Firenze, Olaszország   | 2021. június 10.    |
| 3000 m akadály | 8:26,81  | Kortrijk, Belgium      | 2017. július 8.     |

Fedett pálya
| Táv       | Eredmény | Helyszín              | Időpont           |
| --------- | -------- | --------------------- | ----------------- |
| 800 m     | 1:52,01  | Bærum, Norvégia       | 2018. február 4.  |
| 1500 m    | 3:29,63  | Liévin, Franciaország | 2025. február 13. |
| 1 mérföld | 3:45,14  | Liévin, Franciaország | 2025. február 13. |
| 3000 m    | 7:48,20  | Toruń, Lengyelország  | 2021. március 7.  |